# Phanaeus nimrod
Phanaeus nimrod là một loài bọ cánh cứng trong họ Bọ hung (Scarabaeidae).